# Bảo tàng quốc gia Gwangju
Bảo tàng quốc gia Gwangju là bảo tàng quốc gia tại Gwangju, Hàn Quốc.

## Liên kết
- Trang chủ chính thức bảo tàng quốc gia Gwangju Lưu trữ ngày 9 tháng 2 năm 2012 tại Wayback Machine